# Beate Koch
Beate Koch (n. 18 august 1967, Jena, RDG) este o atletă ce a reprezentat Republica Democrată Germană, medaliată olimpică. A participat la o ediție a Jocurilor Olimpice (1988) în care a câștigat medalia de bronz în proba de aruncare a suliței.

## Palmares
| An   | Competiție        | Locație             | Loc | Note    |
| ---- | ----------------- | ------------------- | --- | ------- |
| 1988 | Jocurile Olimpice | Seul, Coreea de Sud | 3   | 67,30 m |

## Legături externe
- en Beate Koch la World Athletics
- en Beate Koch la Olympedia.org